# 法国大革命
法国大革命（法語：Révolution française）是法國的一段社會激進與社會動盪的時期，對法國歷史以及全歐洲都留下了深远影响。與英國工業革命並稱為「雙元革命」:5。法国政治体制在大革命期间发生了很多转变：统治法国多个世纪的绝对君主制與封建制度在三年内變成其他制度，过去的封建、贵族和宗教特权不断受到左翼政治團體、平民和鄉村農民的冲击，传统君主制的階層觀念、貴族以及天主教會統治制度被自由、平等、博愛等原則取代。法國大革命的口號是自由、平等、博愛，個人自由的一統天下只能產生最為有利的結果，個人才智在理性世界裡自由發揮:40。整個歐洲的君主制支持者因而心生恐懼，因此在大革命之后至1815年發起反法討伐，並成功恢復君主制，但很多改革在恢復君主制後仍然存在。革命導致各界對立，特別是共和派和保皇派在往後長達二百年的政治對立。
由於七年戰爭戰敗，又介入美國獨立戰爭，面對財政危機的國王路易十六強加稅賦，英國的工業革命也影響了法國的失業率。蓬勃發展的啟蒙思想此時進一步被民衆接受，助長了階級意識，終於使得法國大革命在1789年5月的三級會議中爆發。1789年6月20日，第三等级的民眾发表网球場宣言，7月14日攻佔巴士底監狱，8月26日颁布人权宣言，凡尔赛妇女运动迫使法国王室10月6日从凡尔赛返回巴黎。接下來的幾年則由不同的立法會議及跟右翼的君主制擁護者鬥爭主導。
1792年9月22日，法兰西第一共和国成立，路易十六在次年被推上斷頭台。不断出现的外部压力在法国革命中成為主导，法国大革命战争从1792年开始，这次战役使法国间接控制意大利半岛和莱茵河以西的土地。在国内，派系斗争及民众情绪的日益高涨导致1793年至1794年恐怖统治的产生。罗伯斯庇尔和雅各宾派覆亡以後，热月党人建立督政府，于1795年掌权，直至1799年拿破仑執政後結束。
法国大革命拉开现代社会的帷幕，共和国的成长、自由民主思想的传播、现代思想的发展以及各国之间大规模战争都成為革命的标志。作为近代伟大民主革命而受到赞扬的同时，法国大革命也因期间一些暴力专政行为而为人诟病。革命随后导致拿破崙戰爭、两次君主制复辟以及两次法国革命。从法国大革命开始（1789年）直至1870年，法国在先后兩次共和国政府、君主立宪制及帝国政權下交替管治。
马克·菲利普和林恩·埃弗里·亨特等西方学者认为，法国大革命受到激进主义思潮影响。艾瑞克·霍布斯邦認為法國大革命是資本主義工業的巨大勝利，是中產階級或資產階級自由社會的大勝利，之後變革波及全世界:12。在先後發生的所有革命中，只有法國大革命是真正的群眾社會革命，比任何一次相類劇變都激進:91。

## 起因

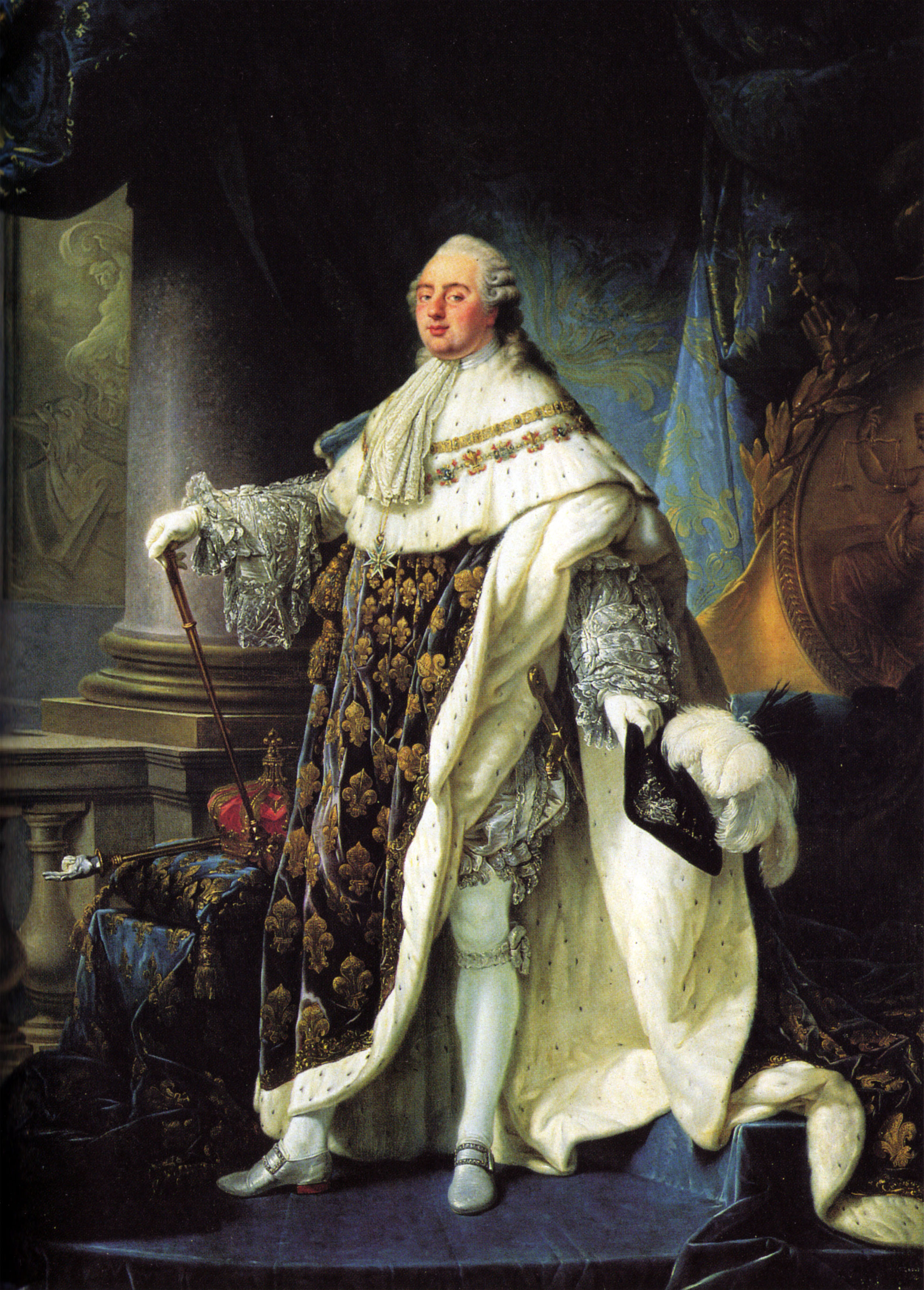
路易十六

1783年6月冰島拉基火山噴發，火山灰與溫室氣體導致歐洲氣候異常與農作物欠收。革命发生的直接原因是1788年春天法国遭遇的旱灾。当时法国还没有从3年前的干旱中恢复，上次干旱导致饲料不足，出现了大规模牲畜屠宰，造成以牲畜排泄物为主要肥料的法国农田因肥力不足而大量闲置。 1788年7月13日，如鸡蛋般大（重约50g）的冰雹连续擊毀农田，造成大量失收。同年冬天法国極端严寒，導致法国大革命前夕麵包价格的大幅上涨（从正常4苏一个麵包到1789年底的12苏），患病率和死亡率上升，大规模饥荒和普遍的营养不良。饥荒甚至蔓延到欧洲的多个地区，而且政府沒有足夠运輸能力將食品运往灾区。
18世纪的法国通货膨胀日益恶化，使得社会购买力下降，1780年代地主因歉收加租进一步削弱农民收入。国内最大地主天主教会对谷物征收什一税。什一税尽管表面上看似减轻国王税项对民众的压力，实际上对每天都饿着肚子的穷人而言是一座不可逾越的大山。国内设置的关卡则限制国内经济活动，以及在间歇作物歉收时成为运输障碍。资料显示1788年贫户的家庭一半收入花费在面包上，1789年则达到80%。商品滞销，农民涌入城市造成高失业率，使得社会开始动荡不安。
法国由于路易十五时代的过度参战又未能打赢（特别是七年战争）而导致国库空虚，另外美國獨立戰爭亦增加财政压力。当时法国国债总數高达20亿里拉。由战争债务带来的社会负担，加上受君主体制下的军队缺乏为退役老兵提供社会服务所拖累。同时贵族阶级，尤其是住在凡尔赛的路易十六和玛丽·安托瓦内特王后的奢華生活大大加重平民百姓的经济负担。老旧而效率低下的财政系统无法處理政府债务，而税务制度不合理更让这一切雪上加霜。
新旧阶级势力的冲突某种程度上為革命推波助澜。法国的贵族头衔是开放的，让一些有能力及有钱的第三等级人民有机会成为贵族。1700年至1789年间，法国社会增加5万个新贵族。随着国家财政陷入危机，封爵的价格越来越高。另一方面，一些没落的贵族也对这些新贵族不满。贵族本身也有投资商业、矿业、地产等行业，因此中产阶级（资产阶级）财富与贵族财富的概念界限在18世纪以后变得模糊，但中产阶级（资产阶级）和贵族冲突日益严重。
由啟蒙時代带来的愤恨和渴望，以及由此而生的社会和政治因素也是法国大革命产生的重要原因。这包括对专制王权的愤恨；那些和荷兰、英国等国有联系的商业城市，也因為荷蘭爆發愛國者起義失敗，吸引了荷蘭流亡人士前往，無形中助長法國革命的政治意識形態；野心勃勃的知识分子和商人对贵族特权和统治的愤恨；农民、工人以及资产阶级对传统贵族领主特权的愤恨；对神职特权者的愤恨和对宗教自由的渴望，相对贫困的乡村低等教士对贵族主教的愤恨，和由此延伸的对天主教的愤恨，受新教信徒控制的小兄弟会修士会对其它宗教机构的影响；民众对自由以及共和制度（尤其是随着革命深入发展）的渴望；以及国王解雇在眾多财政顾问中被视为人民代表的勞恩男爵安·羅伯特·雅克·杜爾哥以及后来的雅克·内克尔所导致的不满。

## 革命前夕
路易十六继位时正值法国爆发经济危机；国家几近破产，入不敷出。造成这种窘境的根源是法国参与七年战争和美国独立战争。1776年5月，财政部长杜尔哥失去支持，被迫下台。翌年，出生于瑞士日内瓦的雅克·内克尔继任为财政总监。由于他是新教徒，且身为外国人，无法以归化的法国公民身分担任部长职位。内克尔意识到，国家在税收责任分摊问题上存在不公平；贵族和神职人员往往享受着许多税务豁免。他认为，国家不能抽税太高，贵族和神职人员的税务豁免特权应该取消，并建议通过举债来解决法国的财政问题。内克尔发表一份报告以阐述其压缩大约36,000里弗尔赤字的主张；并提出限制那些掌控着最高法院司法权的贵族开销。正因如此，眾大臣与内克尔水火不容。一方想要巩固自身地位，另一方则希望对方认同自己这个财政总监的地位。地方势力也因内克尔损害他们的利益而反对他。国王否决内克尔的提案，并將内克尔撤除，夏尔·亚历山大·德·卡洛纳被指派为继任者，此事严重损害政府公信力。卡洛讷起初还很大手大脚，但他很快就意识到财务状况極严峻，并提出新税法。他的建议中包括一項普遍通行的地价税，征税对象包括贵族和神职人员。社会矛盾的激化，导致诸如砖瓦之日的社会暴动。
1788年路易十六召开权贵会议，参会者都是贵族阶层。贵族阶级希望推行宪政改革，以及任何加税行为必需由三级会议通过，國王不得任意逮捕或拘禁人民等，又计划在1789年5月召开三级会议。停开数百年的三级会议重开，标志着波旁王朝不再是独断专行的君主专制。

## 三級會議（1789年5月5日—1789年6月17日）

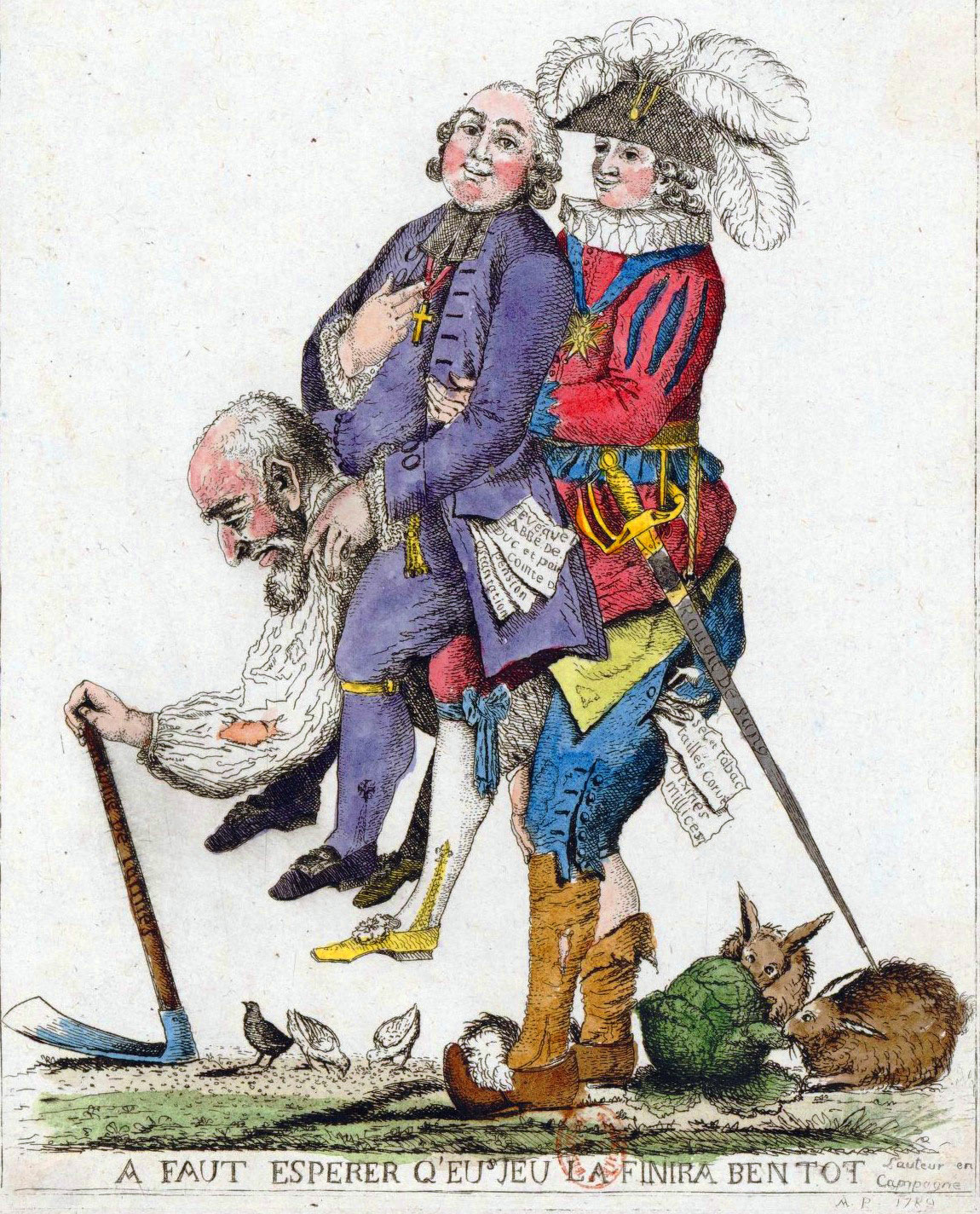
諷刺第一第二等級欺壓第三等級的漫畫

三级会议最初的安排是在等级上分為三級，分别为教士、贵族及平民，每一级都有一票，这样其余两个等级都能否决第三个等级的决定。巴黎最高法院担心政府会搞一场虚假的会议以操纵结果，于是他们要求会议按1614年那次的形式安排三级会议。 1614年的规定特别在第三等级成员為双倍票权，其他則維持單一票權。例如在多菲内省，省議會同意將第三等級的票權擴大到2倍，舉行普選，允許每人一票而不是每等級一票。由傾向自由的巴黎市民組成的組織“Committee of Thirty”，組織活動反對等級計票。這個由富人組成的組織，向三級會議施壓要求跟隨多菲内省的投票方式。他們認為舊例是合理的，因為民眾應該擁有主權。由重新擔任财政总监的内克尔組織的一幫第二等級貴族則對此投票方式表示反對。然而路易十六最終在12月27日同意每人一票的方案，只是將每張選票所代表的票權判斷權力留給三級議會。
選舉在1789年春舉行，普選的第三等級合資格者要求為法國本土出生或已成為法國公民的男性公民，並要求在居住地投票以及繳納稅款。原文如下：
|  | Pour être électeur du tiers état, il faut avoir 25 ans, être français ou naturalisé, être domicilié au lieu de vote et compris au rôle des impositions. |

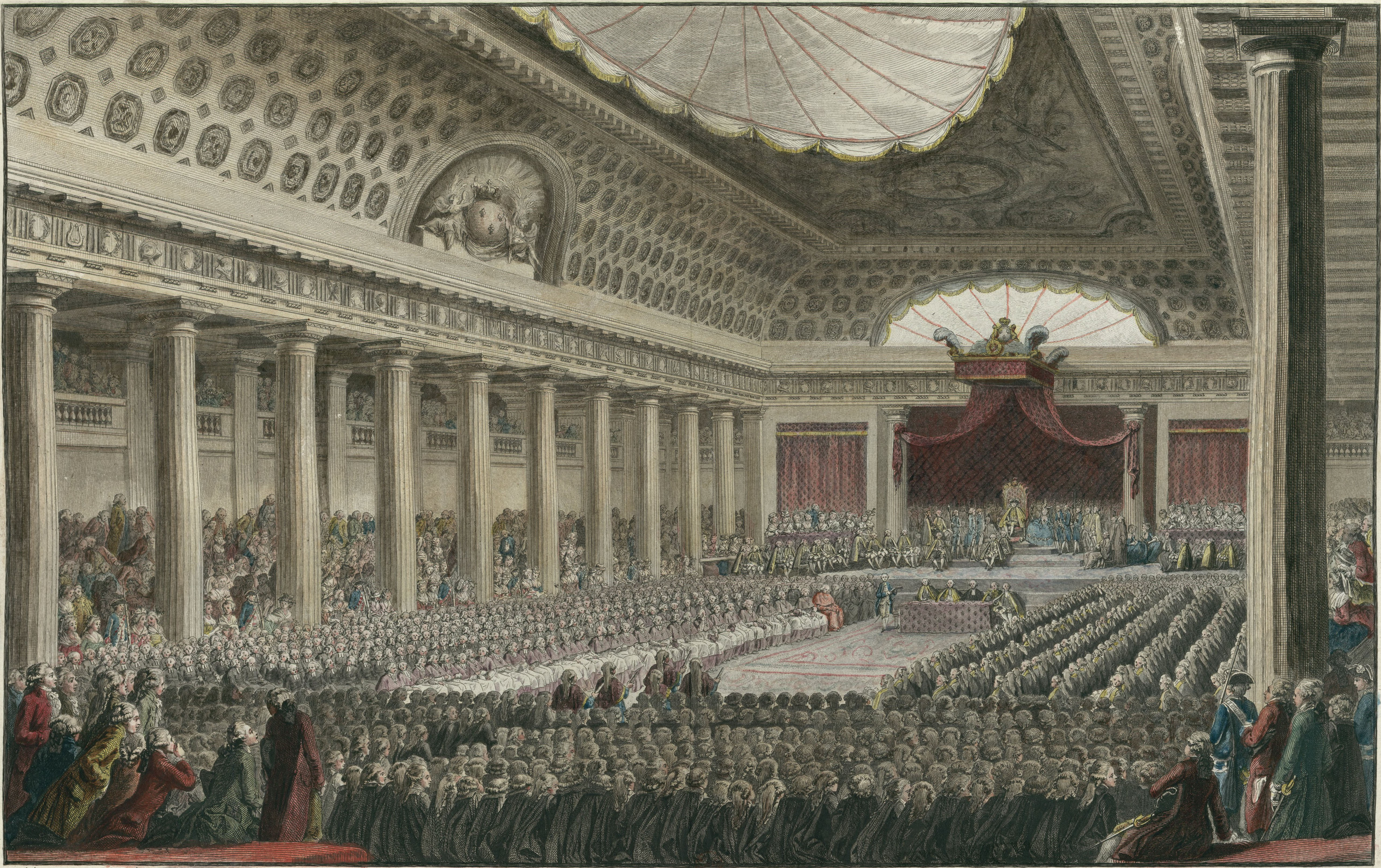
1789年三級會議

投票產生出1201名代表，包括291名貴族300名教士以及610名第三等級成員。在討論前，三級會議編寫“意見書”（cahiers de doléances）說明即將提交的討論內容。一些在數月之前還會被認為是非常激進的想法在意見書中明確表達出來，但是意見書大部分內容支持君主專制。很多內容假定第三等級將會支持日後的稅收改革，很少提及啟蒙思想。自由派的貴族和教士编写的小冊子在出版管制暂停后如潮水般涌现并广泛传播。西哀士在當年1月出版的小冊子《第三等級是什麼？》中提出：“第三等级是什么？是一切，是整个国家；第三等级在政治秩序中的地位是什么？什么也不是；第三等级要求什么？要求取得某种地位。”
1789年5月5日三级会议在凡尔赛举行，内克尔开场演说三小时。会议刚开始就陷入僵局，第三等级的基本战术是要求所有决议必须由三个等级公开讨论决定，因此他们要求参会代表的身份确认必须要公开进行，而不是仅在各自的等级群体里完成。教士等级宣称需要更多时间完成，遭到民众反驳。内克尔声称每个等级都要做身份确认，“国王会为大家仲裁”，但却未获得另外两个等级认可。

## 国民议会（1789年6月17日—1789年7月9日）

網球場宣言

### 网球场宣言
1789年6月10日，埃马纽埃尔-约瑟夫·西哀士提出由第三等级自行為與会者认证，並邀请另外两个阶级参加，但不会無止境等下去。他们两天后開始，并在6月17日完成认证工作。然后他们藉投票作出一个意义深远决定，他们自称为“国民议会”，一个不是为国家而是为“人民”服务的议会。他们邀请另外两个阶级参与，但事先声明即使另外两个阶级不加入，他们依然会对国家事务进行議决。
为了继续保持对三级会议的控制及阻止国民议会的行动，路易十六命令木匠在两天内为国王演讲做准备，替场地装修为由，下令关闭国民议会的召开地萬國大廳。当时天气不太好，于是国民议会转到附近一个室内网球场。1789年6月20日在室内网球场內他们发表《网球场宣言》，宣称国民议会将续存至法国宪法建立为止。大部分的教士代表很快就加入到国民议会中去，贵族阶层则有47人加入。到6月27日，国王方面公开让步，不过大量军队在巴黎和凡尔赛集结。巴黎及其它城市不断有人向国民议会表示支持。

## 巴黎人民第一次武装起义(1789年7月14日)

### 攻陷巴士底監獄

Jean-Pierre Houël繪製的《攻占巴士底狱 》

7月9日国民議會宣布改称為國民制宪议会。這時候，内克尔因靠近第三等級而惹禍上身。在王族裡，瑪麗王后、國王的弟弟阿图瓦伯爵以及其他樞密院裡的保守派都勸說路易十六解僱他。1789年7月11日，内克尔宣布王室家庭應該按預算資金過活後，國王解僱他，並同時重組財政部。

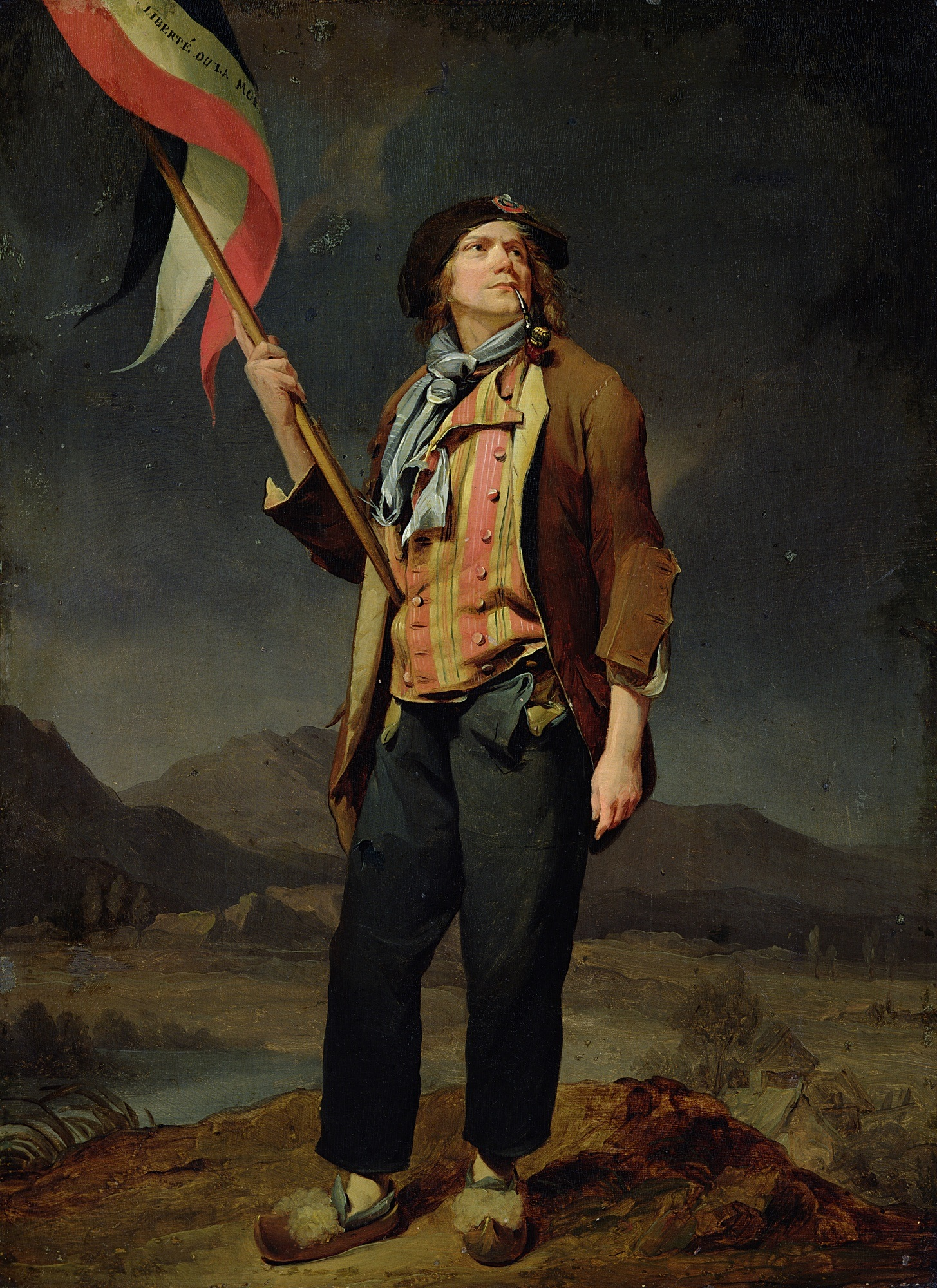
法国大革命早期手持三色旗的無套褲漢形象

不少巴黎市民認為路易的行動是王室對議會開始干預的第一步，因此消息傳出後第二天巴黎開始出現暴動。他們更擔憂的是正在進駐的部隊（其中不少並非本國士兵而是王室僱用的外國兵團）已接到推翻制宪议会的命令。在凡爾賽的制宪议会不斷想辦法避免再被驅逐出開會地點。巴黎很快就陷入暴亂，暴动市民受到法国卫兵的支持。
7月14日，叛军盯上巴士底監獄里的武器和弹药库存。尽管当时监狱里只有7名囚犯（4名伪造犯，包括薩德侯爵在内的两名因道德罪被收押的贵族，以及一名杀人疑犯），巴士底狱因此被当作是法国封建制度的象征。经过数小时的战斗，巴士底狱于当天下午被攻陷。虽然当时的巴士底狱管理者侯爵洛奈命令停火以避免雙方相互残杀，他仍然被人拖出来殴打、用刀乱刺直至最后被斩首。他的头被穿在长矛上绕城展示。暴动民众回到巴黎市政厅，把拒绝提供武器的商会会长雅克·德·弗莱塞勒推上被告席，此人即刻于市政厅前被不知名人士用枪射死。这一天后来也成为法国国庆日。

### 巴黎公社成立
国王和他的军事支持者这时再次让步。拉法葉侯爵担任巴黎国民卫队的指挥，在网球场宣言发布时担任国民会议主席的让·西尔万·巴伊在名为“公社”的新政府架构下担任巴黎市长。内克尔再次上台，不過這次僅是曇花一現。儘管内克尔在擔任財務大臣時表現有目共睹，但作為政治家卻不太受到其它派別的歡迎。他的經濟政策並不能觸及社會矛盾的深處，這為他的最後一次被撤埋下伏筆。
国王到巴黎巡视，并在7月17日同意確認国旗为藍白紅三色旗，以及确定“国家万岁”、“国王万岁”的口号。保守貴族們對王室的行為非常不滿，一些對政局產生懷疑的人開始流亡。另一些人則是投入國家內亂甚或參與歐洲其他封建王朝的反法同盟活動。
另一方面，人民主权论開始向全國散播。在農村地區，人們參與燒毀地契等的“大恐慌”活動。凡爾賽的動盪使得失業率大幅度上升，各種謠言在社會中散布。

## 国民制宪议会(1789年7月9日—1791年9月30日)

### 立宪過程

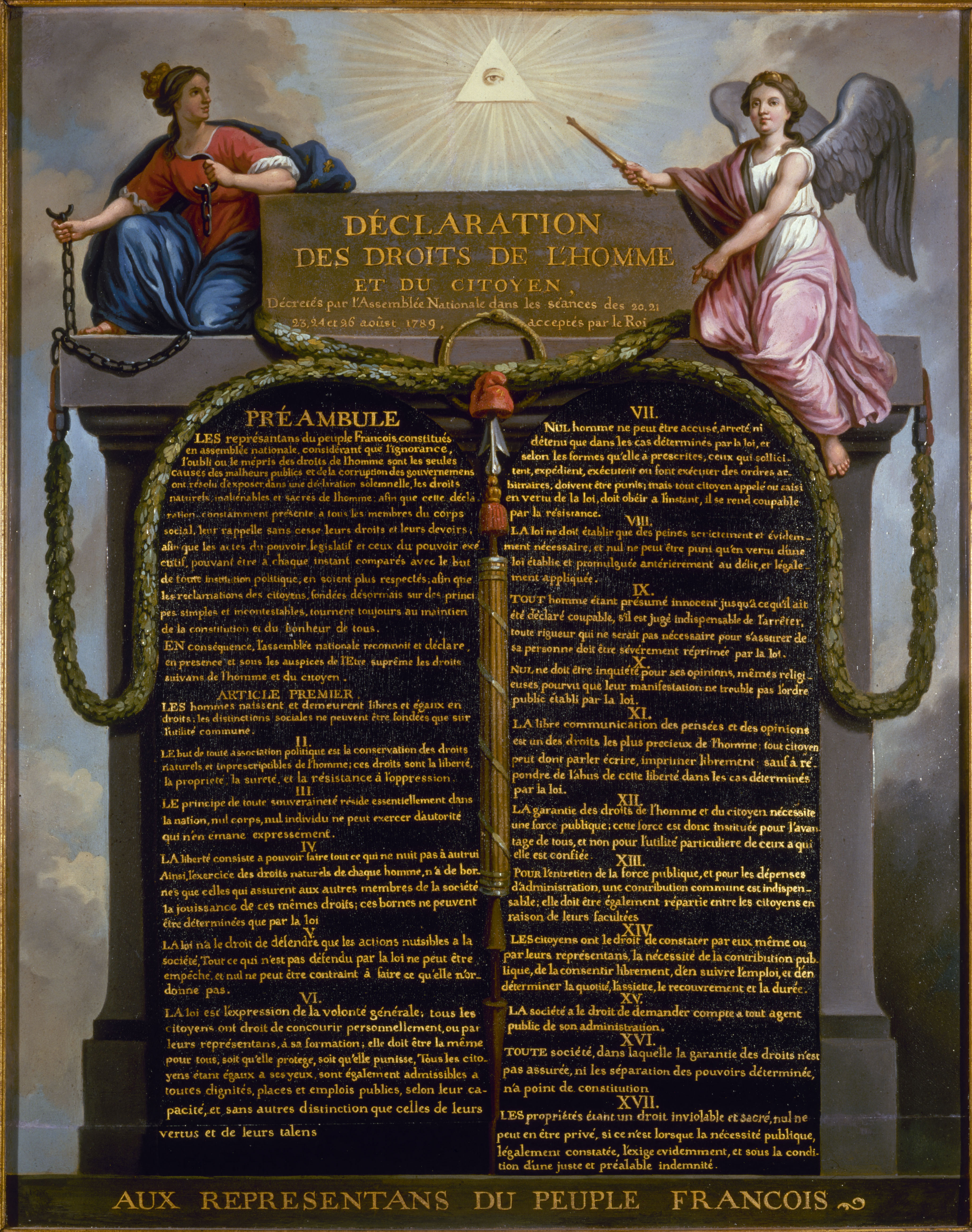
人权和公民权宣言

1789年8月4日，国民制宪议会决议通过取消封建制度（尽管当时各地的农民暴动和资本主义经济发展已经基本上將封建制度摧毁），包含该内容的决议案被后世称为《八月法令》。该法令扫除第二等级封建领主权力，以及第一等级收取什一税的权力。这样贵族和教士在各城镇、城市、省等等都失去它们的特权。

### 《人权和公民权宣言》
当年8月26日，国民制宪议会发布《人权宣言》。这份宣言不但具有宪法效力，更重要的对国民制宪议会原则的宣示。它对外宣布国民制宪议会不但是立法机构，还是编制新宪法的機構。
内克尔、穆尼耶和拉利-托伦达尔侯爵和一些人曾建议建立参议院，成员由国王从民选代表中选出。一群贵族对是否开设针对贵族的上议院展开讨论，最终同意法国应该成立一个单一的一院制议会。他们认为国王应保留“暂停权”，他有权延迟法令实施，但不能完全禁止。议会制度最终取代历史上的83省制度，在地区和人口方面统一管理及大致上平等。
就在制宪会议集中精力制宪的同时，经济危机仍在蔓延，财政赤字不断扩大。奥诺雷·米拉波带头处理这些问题，议会给予内克尔全面的财政掌控权。

### 凡尔赛的妇女运动

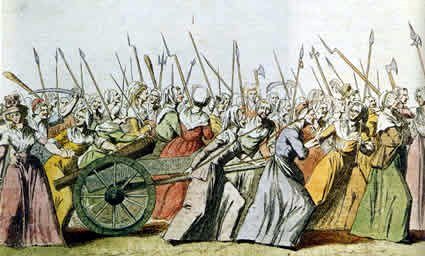
1789年10月5日凡尔赛的妇女运动

在国家声望已经跌到最低的时候，由国王近身侍卫传出的王后在王宫里私藏粮食的谣言在1789年10月5日引发骚动。妇女组成的游行队伍开始在巴黎的市场中集合并遊行到市政厅, 要求市政厅官员解决他们的问题。妇女认为政府官员对严峻经济情況负有责任，尤其是食物短缺。他们亦要求王室结束对制宪会议的干预，要求王室及政府搬到巴黎，以表示对解决当时法国社会普遍贫困的诚意。
由于不满市內官员的回应，多达7,000名妇女带着大炮和小型武器加入遊行到凡尔赛的队伍。拉法叶命令两万名国家卫兵维持秩序，之后一些抗爭者冲进宫殿，並杀死數名卫兵。拉法叶最后说服国王，遵照群众的请求搬到巴黎。
1789年10月6日，国王和王室在国家卫兵的“护卫”下从凡尔赛搬到巴黎杜伊勒里宫，并正式承认国民制宪议会。

### 革命与宗教

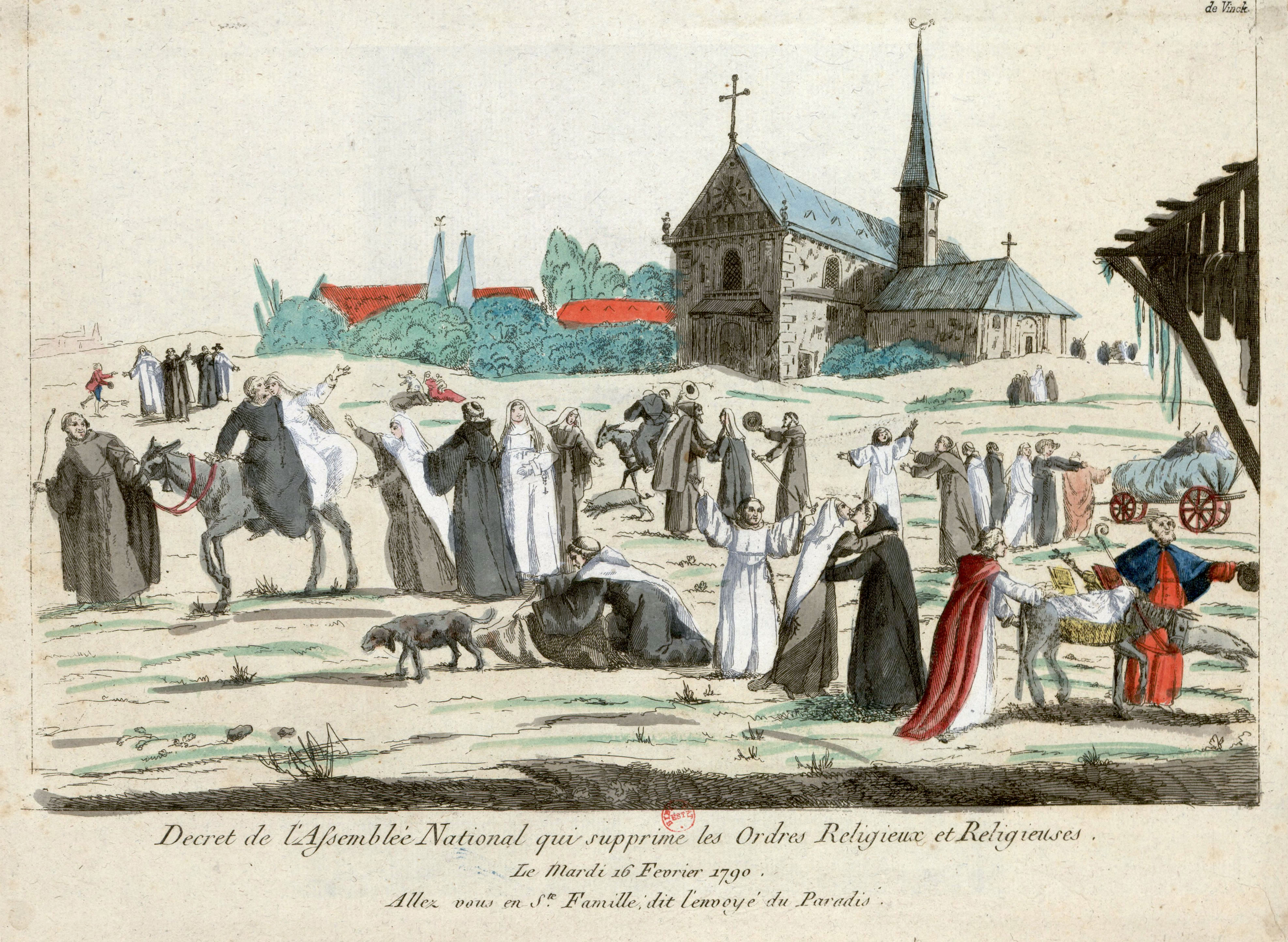
在这幅漫画里，教士和修女在1790年2月16日颁布新法令后庆祝他们的新的自由

革命导致权力从天主教到国家的大规模转移。按照旧制度，天主教会是法国单一最大土地所有者。教会可以豁免对政府的税项，同时它还对一般市民征收什一税（收入的10%的税项，通常以谷物的形式征收），不少人对天主教会的财富和权力深恶痛绝。法国的少數新教徒，如胡格諾派，希望能制定反天主教的新法令以报复歧视他们的教士。启蒙思想家如伏尔泰通过批评天主教动摇君主政体，並对这种愤恨推波助澜。正如历史学家约翰·麦克曼勒斯所说：“在十八世纪法国的王座和圣坛通常被认为是同盟，它们的同时倒下成为他们的確為同盟的最终证据”
1789年5月的三级会议激化了这种对天主教会的愤恨。天主教会以13万教士构成第一等级。当国民议会在1789年6月组成时，教士们加入国民议会，这埋葬了三级会议的自古以来的政治威信。国民议会开始执行社会和经济改革，8月4日制定的法例取消教会征收什一税的权力。为缓解财政压力，11月2日，国民议会宣布教会的财产“由国家处置”。他们利用这笔财产作为担保发行一种新货币：指券。從此国家需肩负起教会的职责，这包括支付教士薪水和照顾穷人、病人及婴儿。到12月，国民议会开始拍卖土地以获取收入，这让指券在之后的两年内贬值25%。1789年秋，修会圣愿被立法废除。1790年2月13日，所有宗教体系被废除。修士和修女被劝谕回到平民生活并最终有部分人结婚。
根据1790年7月12日通过的神职人员民事组织法案，教士成了国家的雇员。同時建立一个为教区教士和主教而设的选举系统以确定对教士的报酬比例。很多天主教徒反对选举系统，因为这否定了教宗的权威。最终在1790年，国民议会开始要求全体教士效忠王室。

### 密谋和激进主义思潮
巴黎湧现不同革命团体，其中雅各宾俱乐部、科德利埃俱乐部在革命中发挥巨大作用。

## 君主立宪派的统治
1790年6月，制宪议会废除了亲王、世袭贵族、封爵头衔，并且重新划分政区。成立大理院、最高法院、建立陪审制度。制宪议会还没收教会财产，宣布法国教会脱离教宗统治而归国家管理。

### 法国国王出逃

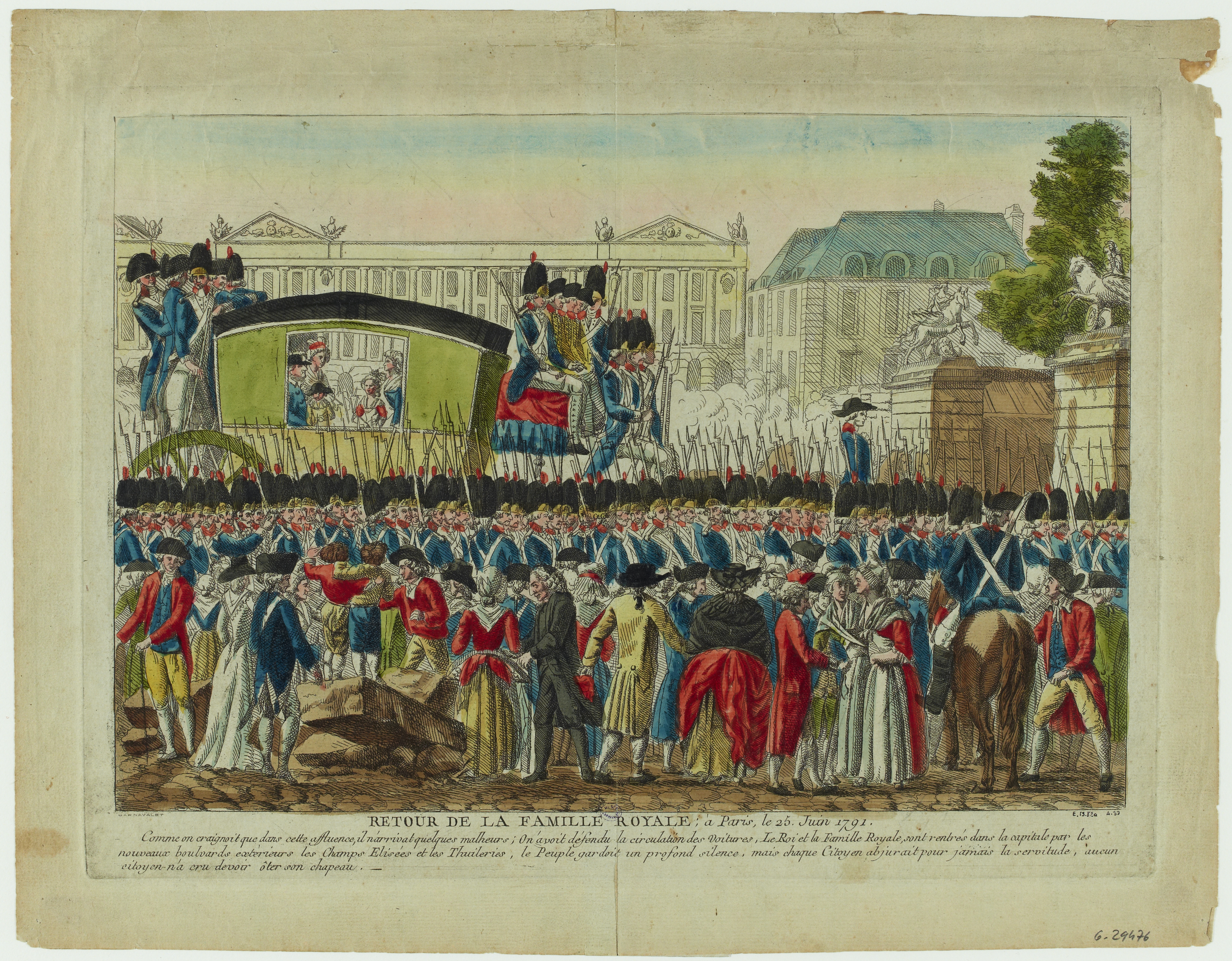
1791年六月国王一家回到巴黎，这时他们的出逃瓦雷讷的计划已经失败

路易十六对法国大革命的发展方向逐渐感到气馁。他的兄弟，阿图瓦伯爵及路易妻子玛丽王后坚定反对革命的立场受到流亡者支持，但他自己却拒绝作出任何让外界感到他以外国势力对抗议会的事情。最终，由于感到个人及家庭的安全受到威胁，他决心离开巴黎并逃到由法国与奧地利主導統治的神聖羅馬帝國邊境附近，且此行已经得到边境卫队的保证。
路易将赌注押在布耶侯爵身上，他同时谴责逃亡者和议会，卻在蒙梅迪的营地对路易的逃亡作出支援。1791年6月20日，国王一家从杜伊勒里宫逃出，他们自己打扮为平民，他们的仆人则打扮成贵族。
国王在瓦雷讷的馬車上被驛站站長认出且被捕（在默兹省），他和他的家人被护送回巴黎，当时仍然穿着仆人的服装。佩蒂翁、拉图尔-莫布尔、安托万·巴纳夫代表议会在埃佩尔奈会见国王一家后将其带回。巴纳夫从此成为王室家庭的顾问。当他们一家回到巴黎，群众以沉默的方式迎接他们。制宪议会暂时停止国王的王位，他和王后受到监视保护。
1791年6月20日路易十六乔装出逃失败，部分激进领袖和民众要求废除王政，实行共和，但君主立宪派则主张维持现状，保留王政。7月16日君主立宪派从雅各宾派中分裂出去，另组斐扬俱乐部。

### 《1791年宪法》
9月3日制宪议会制定一部以“一切政权由全民产生”、三权分立的宪法，规定行政权属于国王、立法权属于立法会议，司法权属各级法院。

## 国民立法议会(1791年10月1日—1792年9月20日)
9月30日制宪议会解散，10月1日立法议会召开。法国成为君主立宪国家。

## 巴黎人民第二次武装起义(1792年8月10日)
法国大革命引起周边君主制国家不安，普鲁士、奥地利成立反法联军攻打法国。由于路易十六的王后、奥地利皇帝的妹妹玛丽·安东尼特洩露军事机密给联军，法国军队被打败，联军攻入法国。
为此，1792年7月11日立法议会宣布祖国在危急中。巴黎人民再次掀起共和运动的高潮。雅各宾派领袖罗伯斯庇尔、马拉、丹敦帶领反君主制运动，于8月10日攻佔国王住宅杜伊勒里宫，拘禁国王、王后，打倒波旁王朝，推翻君主立宪派的统治。

## 吉伦特派的统治

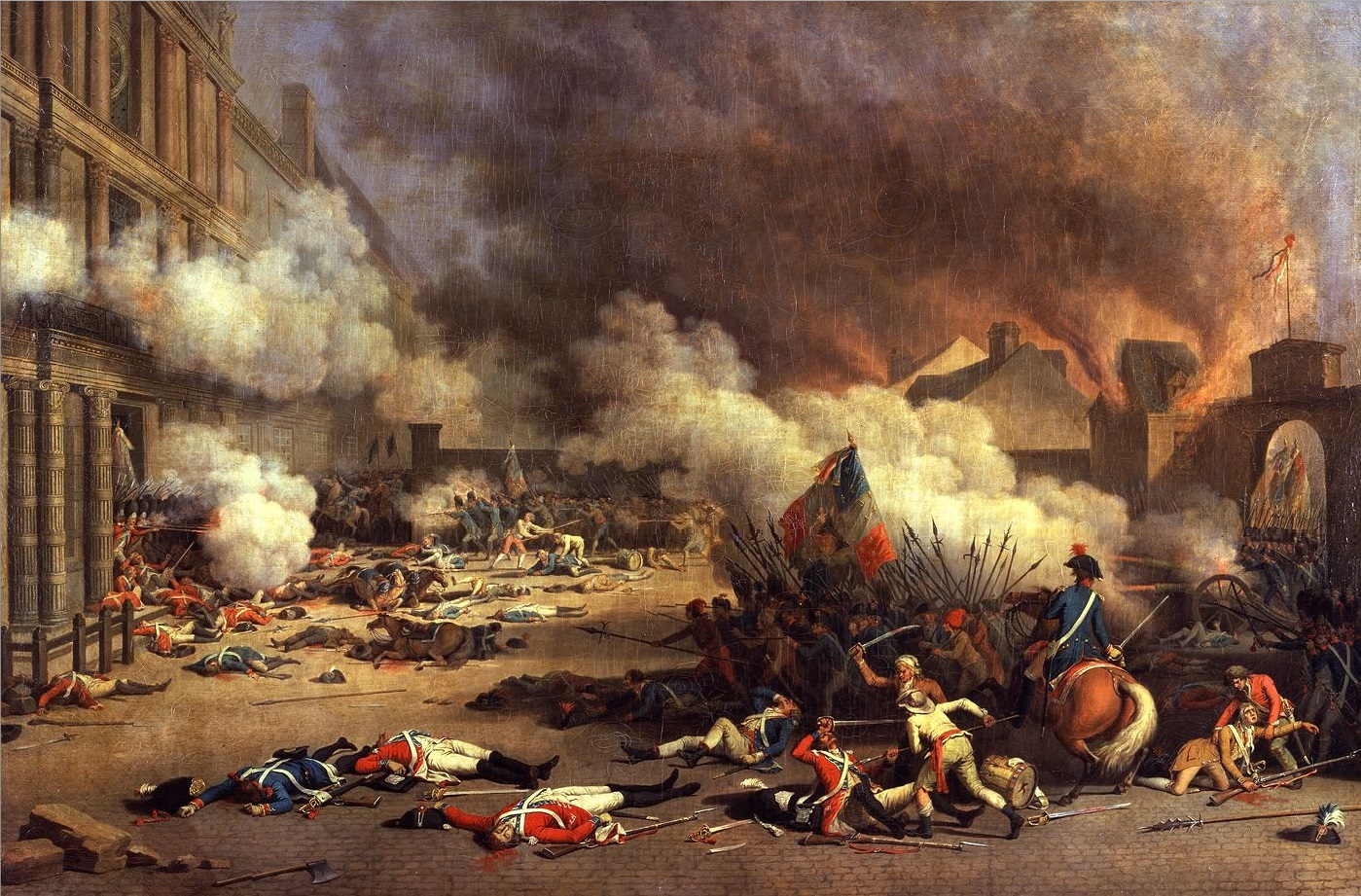
1792年8月10日，巴黎市民攻下王宫

1792年8月10日的起义使吉伦特派取得政权，迫使立法会议废除宪法、国王退位、实行普选制。同时法国军队和各地组织的义勇军在9月20日的瓦尔米战役打败外国联军。

## 国民公会(1792年9月20日—1795年11月2日)
9月21日，由普选产生的国民公会开幕。

### 法兰西第一共和国成立
9月22日成立法兰西第一共和国。

### 处死法国国王
1793年1月21日，国民議会经过审判以叛国罪在断头台处死国王路易十六，王后瑪麗·安托瓦內特也于10月16日被处死。

### 救国委员会
吉伦特派当政以后，把主要力量用于反对雅各宾派和山岳党。从1792年秋季起，人们不满他们的温和政策，要求打击投机商人和限制物价。以忿激派为代表的平民革命家要求严惩投机商，全面限定生活必需品价格。而吉伦特派却颁布法令镇压运动。 与此同时，法国军队在1792年10月后已经打到国外。

## 巴黎人民第三次武装起义(1793年5月31日)
欧洲各国的專制王朝非常害怕，1793年2月，普鲁士、奥地利、西班牙、荷兰、薩丁尼亚、汉诺威、英国成立反法同盟，对法国进行武装干涉。然而吉伦特派无力抵抗外国军队，巴黎人民于5月31日到6月2日发动第三次起义，推翻吉伦特派的统治，建立起雅各宾专政。

## 雅各宾派的统治
“雅各賓專政”，又稱“恐怖時代”，是雅各賓派領袖羅伯斯庇爾的專制獨裁統治。雅各賓派掌權後，平定被推翻的吉伦特派在许多地区煽動的武装叛乱。6月3日－7月17日颁布3項土地法令，使大批农民可以分期付款买到土地。

### 《1793年宪法》
6月24日公布宪法，这是法国第一部共和制宪法，但是由于战争而未能实施。7月，改组并加强作为临时政府机关的救国委员会，并把投机商人处决。10月底，他们把吉伦特派及其支持者斩首，包括布里索、罗兰夫人、科黛，美国革命家托马斯·潘恩也被捕入狱。1793年底至1794年初将外国干涉军全部赶出国土，国内叛乱也基本平息。

### 利用斷頭台殺害異己
1794年3-4月雅各宾内部开始激烈争斗。罗伯斯庇尔以谋反的罪名將雅各宾派中与他政见不合的丹东、埃贝尔等人处死，使雅各宾派趋于孤立，民众也开始反对恐怖政策。隨後国会中反對罗伯斯庇尔独裁的勢力组成热月党。
1793年－1794年雅各賓派專政期間，巴黎設置斷頭台，三年內被斬首的「反革命分子」，达到7萬人之多，其中包括化学家拉瓦锡、教士埃德热沃尔特等著名人士。但是其中不少並非保王黨成員，只是反對雅各賓派的人士。斷頭台行刑遺址即今日巴黎市中心協和廣場。

## 热月党人的统治
7月27日（法国新历共和二年热月9日），热月党发动热月政变推翻罗伯斯庇尔并将他送上斷頭臺。在熱月9日發生的事件是革命過程中的分水嶺。 隨後的熱月政權被證明是不受歡迎的。面臨許多叛亂，羅伯斯庇爾和他的盟友，以及巴黎公社七十名成員都被處決，这是曾經在巴黎發生過的最大規模的處決。這使得法蘭西面临一個非常脆弱的局勢。对羅伯斯庇爾的敌视並沒有連同他的處決而消失，取而代之的是人們決定責怪以任何方式曾經與羅伯斯庇爾有關的人。簡言之就是雅各賓俱樂部，他們的支持者，都被懷疑是過去參與革命的個人，並通過新政府組織的許多紈袴子弟成員作為街頭戰士，暴力鎮壓無套褲漢。 這些群體的大屠殺成為著名的第一次白色恐怖。 通常，這些成員大屠殺目標是監獄的群體或未經法定程序審判的受害者，這整體的情況類似在雅各賓專政恐怖統治期間對付反革命的手段。與此同時，其經濟政策為猛烈的通貨膨脹鋪平了道路。最終導致在1795年11月將權力移交給督政府五人執政手中。
這個熱月政權的權力核心排除了山嶽派的殘存者和那些曾反對羅伯斯庇爾和聖茹斯特的密謀者。發生在1795年第一次白色恐怖 造成無數的監禁和數百名處決，幾乎清除了政治左派全部的民眾。 這些數字，比先前雅各賓專政恐怖統治造成超過40,000人處決的規模顯然小得多。 許多處決是未經審判的。

## 巴黎人民芽月起义(1795年4月1日)
共和三年芽月10日巴黎人民举行集会喊出了“要面包”，“要1793年宪法”等口号，被热月党人调集军队镇压。

## 巴黎人民牧月起义(1795年5月20日)
巴黎人民要求释放芽月起义的被捕者，政府军对群众进行镇压。

## 五人督政府（1795年10月31日——1799年11月10日）
热月党人于1795年解散国会，成立新的政府机构督政府。恐怖时期结束，但政局仍然不稳。

### 保王党葡月政变
反对新宪法的将军叫嚣复辟，被拿破仑镇压。1796年督政府派拿破仑·波拿巴远征意大利取得重大胜利，军人势力开始抬头。

### 督政府果月政变
1797年立法机构选举时，许多保皇党分子当选，督政府为打击保皇党势力，宣布选举无效。1798年立法机构选举雅各宾派的残余势力当选，督政府再次宣布选举无效。这种政策历史上称为秋千政策，督政府日益獨裁。

## 大革命結束及拿破仑時代的開始（1799年11月10日）

### 雾月政变
1799年英国又组成第二次反法同盟，以西哀士为首的右翼势力要求军人控制局面。11月9日（共和八年雾月18日）拿破仑连同富歇、德塔列朗发动雾月政变，结束督政府的统治，建立执政府，自任执政。

### 《1799年宪法》
法国大革命結束，開始15年的拿破仑時代。但法国在拿破仑1804年稱帝后又恢复了君主制，直到1871年法国在普法战争中战败后君主制才被彻底废除。
拿破侖破壞了雅各賓俱樂部對平等、自由、博愛及人民起義推翻壓迫的夢想:121。

## 影响
法國大革命是唯一的一次民主革命，程度最激進，影響最深遠:91。法國大革命對歐洲、欧洲各国及新大陸產生十分重大的影響。法國大革命影響軍隊和思想改造世界，下開拉丁美洲起義，成為日後所有運動的榜樣:92。
在奧托·丹恩和John Dinwiddy的一份总结报告中，指出“一直以来，欧洲历史被认为几乎是浑浑噩噩、平淡无奇的，法国大革命给予它很大的刺激，使其现代民族主义得以迅速崛起。”。在法国大革命后，法国的民族主义得以发展起来并影响深远。例如，拿破崙凭借对外战争成为民族英雄的象徵，间接使得他的侄子路易·拿破仑·波拿巴以压倒性优势当选法兰西第二共和国总统（后来成为皇帝拿破仑三世）。
土地所有權的革命，是傳統農業社會解體；新的農村和世界市場，則是經濟:242。

### 法国
大革命在法国的影响是巨大的，一些改变被广泛接受而另外一些则引起很大的争议并持续到二十世纪末。在革命之前，人们没有什么权力发出的声音。国王的权力十分集中，大多数的贵族极力维持当时的“凡尔赛体系”。

汤普森曾表示，
|  | 国王有拥有自己的個人財富，貴族头衔的赋予权，教会的领导权，各地省長的任命權，法官和地方法官的任命权，和軍隊的指揮权。 |

### 欧洲各国
革命在发生后的即时影响主要是在法国邻国，但也不限于此。德国莱茵河一带因受革命影响发生了暴动，比利时列日主教领的资产阶级驱逐了其主教并迫使奥地利驻军撤出。瑞士各州也发生了骚乱。相比之下，西班牙和意大利并未因革命思潮而发生变故，意大利的革命派并未形成气候，革命在贵族中鲜有同情者。自诩自由派的知识分子在西班牙也不敢对革命表达公开的支持。俄罗斯方面，德米特里·哥里津大公等人虽然同情革命，但更中意由上而下的改革。俄属波兰的贵族们尝试了这样的改革但没能取得实质上的成绩。匈牙利的贵族趁机向奥地利要求更多的权利，然而一旦得到后便反过来反对解放农奴。
在英国，法国革命引起了非英国国教会新教徒以及爱尔兰天主教徒的兴趣。伦敦、曼彻斯特等地成立了宪政宣传促进会这样的组织。爱尔兰独立运动也因法国革命主权在民的思想而开始发展。
由于革命，法国以外的欧洲贵族、僧侣阶级陷入了恐慌。贵族们担心民众的暴动，僧侣们忧虑教会财产的充公。他们因而选择通过极力支持王权的方法来避免原有制度的崩溃。普鲁士删除了有损皇帝、容克威严的法律。利奥波德二世治下，奥地利的封建领主免于土地改革，但波西米亚和匈牙利的农民抗争使得农奴制的废除成为了不可逆的定局。共济会、光明会等中产阶级结社在各国受到打压。西班牙的宗教裁判所则取缔了所有法国书刊并且驱逐了许多法国侨民。英国哲学家柏克的法国革命论因其反对革命的立场，被欧洲保守势力奉为圭臬。

## 相關作品

### 漫畫
- 《凡爾賽玫瑰》（ベルサイユのばら）故事後期以法國大革命為背景

### 電影
- 《法國大革命》（La Révolution française）為1989年上映的法國電影
- 《雪琳娘》（Chouans !） 電影於1988年上映
- 《雙城記》（A Tale of Two Cities）電影於1980年上映
- 《唯一的生路（英语：The Only Way (1970 film)）》（The Only Way） 電影於1970年上映
- 《人民與國王》（One Nation, One King）為2018年上映的法國電影

### 遊戲
- 《刺客教條：大革命》：故事背景為法國大革命。

### 引用
1. 1 2 3 4 5 6 7 8  艾瑞克·霍布斯邦著、王章輝等譯.  第二版. 麥田出版. 2020.
2. ↑  . （原始内容存档于2013-05-24）.
3. ↑  Mark Philp. . Cambridge University Press. 2002: 79.
4. ↑  Leigh Ann Whaley. . 2000.
5. ↑  Lynn Avery Hunt. . : 87  [2021-09-07]. （原始内容存档于2015-01-09）.
6. ↑  Alison Yarrington. . Routledge. : 112.
7. ↑  Hibbert. Pg 96.
8. ↑  .   [2008-10-16]. （原始内容存档于2008-12-20）.
9. 1 2   (DOC). 國立暨南國際大學.[永久]
10. 1 2  Schama, ch. 3 and 4
11. 1 2  Doyle 1989, pp.73–74
12. 1 2  Frey, p. 3
13. ↑  .   [2008-10-26]. （原始内容存档于2008-11-05）.
14. 1 2 3  Hibbert, p. 35, 36
15. ↑  Frey, p. 2
16. ↑  Doyle 2001, p. 34
17. ↑  Doyle 2001, p. 36
18. 1 2 3  Doyle 2001, p. 38
19. ↑  Doyle 1989, p.89
20. ↑  Neely, p. 56
21. ↑  . Assemblée nationale :.   [2019-07-27]. （原始内容存档于2007-10-24） （法语）.
22. ↑  Hibbert, pp.42–45
23. ↑  Frey, pp. 4, 5
24. 1 2  Neely, pp. 63, 65
25. ↑  .   [2010-09-08]. （原始内容存档于2012-05-28）.
26. ↑  . 华网在线.   [2019-07-27]. （原始内容存档于2009-09-28）.
27. ↑  Furet, p. 45
28. ↑  Schama 2004, p.300–301
29. ↑  Schama 2004, p.303
30. ↑  Schama 2004, p.312
31. ↑  Schama 2004, p.317
32. ↑  Schama 2004, p.331
33. ↑  Furet和Ozuof，《A Critical Dictionary》，288页
34. ↑  Schama 2004, p.357
35. ↑  Hibbert, 93
36. ↑  Censer and Hunt, Liberty, Equality, Fraternity: Exploring the French Revolution, 4.
37. ↑  Censer and Hunt, Liberty, Equality, Fraternity: Exploring the French Revolution, 16.
38. ↑  John McManners, The French Revolution and the Church, 5.
39. ↑  John McManners, The French Revolution and the Church, 50, 4.
40. ↑  National Assembly legislation cited in John McManners, The French Revolution and the Church, 27.
41. ↑  John McManners, The French Revolution and the Church, 27.
42. ↑  Censer and Hunt, Liberty, Equality, Fraternity: Exploring the French Revolution, 61.
43. ↑  Emmet Kennedy, A Cultural History of the French Revolution, 148.
44. ↑  Censer and Hunt, Liberty, Equality, Fraternity: Exploring the French Revolution, 92.
45. ↑  Censer and Hunt, Liberty, Equality, Fraternity: Exploring the French Revolution, 92.
46. ↑  Encyclopædia Britannica Eleventh Edition
47. ↑  Lindqvist, Herman (1991). Axel von Fersen. Stockholm: Fischer & Co
48. ↑  Loomis, Stanley. . 1972. ISBN 0-931933-33-1.
49. ↑  . Cambridge: Harvard University Press. 2003.
50. ↑  R.R. Palmer, The Age of the Democratic Revolution: The Struggle, Volume II: The Struggle (1970)
51. ↑  Klaits, Joseph; Haltzel, Michael H.; Haltzel, Michael. . Cambridge UP. 2002  [2015-06-11]. （原始内容存档于2021-02-24）.
52. ↑  Dann, Otto; Dinwiddy, John. . Continuum. 1988: 13  [2015-06-11]. （原始内容存档于2020-01-12）.
53. ↑  Beatrice Fry Hyslop, French Nationalism in 1789 (1968) especially chap. 7
54. ↑  J.M. Thompson, Robespierre and the French Revolution (1962) p 22
55. 1 2 3  Lefebvre, Georges. . 北京: 商务印书馆. 2010: 190–200. ISBN 9787100071277.